# Wang Zili
Wang Zili (汪子力; ur. 14 czerwca 1968) – chiński szachista, arcymistrz od 1995 roku.

## Kariera szachowa
Od połowy lat 80. do końca 90. należał do ścisłej czołówki chińskich szachistów. W 1988 i 1999 roku zdobył tytuły indywidualnego mistrza kraju. Pomiędzy 1988 a 1996 pięciokrotnie wystąpił na szachowych olimpiadach, natomiast w roku 1989 – w drużynowych mistrzostwach świata. Poza tym w 1991 zdobył złoty, a w 1995 srebrny medal drużynowych mistrzostw Azji. W 1997 wziął udział w mistrzostwach świata, rozegranych systemem pucharowym w Groningen, w I rundzie przegrywając z Ututem Adianto.
Do sukcesów w turniejach międzynarodowych zaliczyć może m.in. IV m. w Sydney (1991, za Ľubomírem Ftáčnikiem, Rogelio Antonio i Ianem Rogersem) oraz dwukrotnie dz. I m. w Pekinie (1995, turniej Lee Cup, wspólnie z Borysem Altermanem i turniej Tan Chin Nam Cup, wspólnie z Ye Jiangchuanem).
Najwyższy ranking w karierze osiągnął 1 lipca 2000, z wynikiem 2603 punktów zajmował wówczas 86. miejsce na światowej liście FIDE, jednocześnie zajmując 5. miejsce wśród chińskich szachistów.